# Pîrîta, Dubăsari
Pîrîta este un sat din raionul Dubăsari, Republica Moldova.
Este situat altitudinea de 17 metri față de nivelul mării. Conform recensământului din anul 2004, populația este de 3.415 locuitori. Distanța directă până la Chișinău este de 30 km.

## Istorie
Data fondării satului Pîrîta nu este cunoscută cu exactitate. Prima atestare scrisă a localității a fost realizată în 1496. În folclorul local circulă o serie de legende/teorii referitoare la înființarea satului și originea numelui acestuia. Cea mai răspândită teorie o reprezintă credința precum că pe amplasamentul actual în perioada medievală exista o serie de pâraie, interconectate, formând o zonă mlăștinoasă și revărsându-se în râul Nistru. Zona a început să fie cunoscută precum Pârâița, eventual ajungându-se la numele Pîrîta. În perioada ocupației sovietice autoritățile locale într-un efort de sporire a suprafețelor arabile au recurs la regularizarea terenului aferent. Astfel, alături de procesul de îndiguire a râului Nistru s-a realizat o serie de canale de colectare a apelor pluviale și subterane, stabilizând straturile superioare ale solului și coborând nivelul apelor freatice.
Istoric, localitatea, precum și restul teritoriului actual al Republicii Moldova, au fost și sunt locuite de etnici români. În perioada ocupației sovietice în școlile și instituțiile statului a fost impusă limba moldovenească și grafia chirilică (o formă stârpită și degradată a limbii române, infectată cu rusisme și cuvinte inexistente anterior) alături de ideologia socialistă menită să rusifice populația. Printre elementele definitoare a procesului de alienare a etnicilor români s-au numărat represii contra persoanelor de vază a satului, întemnițări, exproprieri, deportări și execuția slujitorilor de cult.
În urma războiului pentru reîntregirea țării din perioada ce a urmat declarării independenței, satul a suferit victime din numărul populației civile, precum și victime din numărul tinerilor înrolați în rândurile armatei naționale nou formate. [nefuncțională]

Forțele separatiste din regiunea transnistreană, formate majoritar din etnici ruși și ucraineni, precum și din unitățile armatei ruse, au atacat în repetate rânduri populația civilă, organizând raid-uri în miez de noapte, utilizând haine și vehicule civile. Astfel în primăvara-vara anului 1992 au fost înegistrate câteva atacuri, care au țintit administrația satului, profesorii din școală și alți câțiva oameni de față ai localității. După o serie de agresiuni fizice (lăsate cu leziuni corporale grave, în unele situații ajungându-se la pragul morții), vandalizări, furturi și amenințări cu moartea, victimile au fost urcate forțat în autobuse civile, maltratate moral și fizic, apoi au fost întemnițate în instituțiile controlate de forțele rusești separatiste.
În prezent localitatea prezintă o situație social-politică stabilă.

## Date demografice
Conform recensământului din 2004 populația satului Pîrîta este de 3415 locuitori, 1659 bărbați și 1756 femei. Din punct de vedere etnic, populația satului Pîrîta este constituită majoritar din moldoveni, componența etnică detaliată fiind reprezentată în tabelul de mai jos:
| Nr. Ord. | Naționalitate | % de Locuitori | Nr. Locuitori |
| -------- | ------------- | -------------- | ------------- |
| 1        | Moldoveni     | 97.6           | 3 333         |
| 2        | Ucraineni     | 0.88           | 30            |
| 3        | Ruși          | 1.29           | 44            |
| 4        | Găgăuzi       | 0.03           | 1             |
| 5        | Bulgari       | 0.06           | 2             |
| 6        | Evrei         | 0              | 0             |
| 7        | Polonezi      | 0              | 0             |
| 8        | Țigani        | 0              | 0             |
| 9        | Altele        | 0.15           | 5             |

Preocupația principală a locuitorilor o reprezintă agricultura și pomicultura, o bună parte din oameni fiind plecată la muncă în străinătate fie temporar fie permanent.
În sat activează o școală primară, o grădiniță, un centru de ocupații extra-școlare și o sală de sport sub autoritatea administrației locale.

## Administrație și politică
Componența Consiliului local Pîrîta (13 consilieri), ales la 5 noiembrie 2023, este următoarea:
|  | Partid                                       | Consilieri | Componență | Componență | Componență | Componență |
|  | -------------------------------------------- | ---------- | ---------- | ---------- | ---------- | ---------- |
|  | Partidul Socialiștilor din Republica Moldova | 4          |            |            |            |            |
|  | Mișcarea „Respect Moldova”                   | 4          |            |            |            |            |
|  | Partidul Acțiune și Solidaritate             | 3          |            |            |            |            |
|  | Candidat independent VALERIU PAPUC           | 1          |            |            |            |            |
|  | Partidul Comuniștilor din Republica Moldova  | 1          |            |            |            |            |

## Situație social-politică
Conform listelor de votare oferite de CEC în satul Pîrîta sunt înscriși 2752 de votanți.
Drept urmare a conflictului transnistrean, alături de localitate este staționat un detașament al așa numitelor „forțe de menținere a păcii”, conduse de reprezentanți ai serviciilor armate rusești. Acest detașament reprezintă o sursă constantă de conflict, agresiune și abuzuri la adresa populației pașnice. De-a lungul anilor, a fost înregistrată o serie de situații conflictuale/abuzive, în care aceste „forțe de menținere a păcii” au atacat și au agresat populația civilă. Printre aceste acte de agresiune se numără furtul de proprietate prin oprirea și confiscarea bunurilor la posturile de control, solicitarea de sume bănești de la persoanele civile în schimbul permiterii trecerii, păgubirea și deteriorarea proprietății persoanelor civile prin tăierea cauciucurilor vehiculelor, agresiuni fizice, blocări ilegale și rețineri, utilizarea echipamentelor militare ilegal și cu încălcarea regimului pacificator stabilit prin convențiile interstatale ca urmare a înghețării conflictului armat.
Moartea lui Vadim Pisari, împușcat de un soldat ”pacificator” rus cu gloanțe interzise de ONU, la punctul de trecere de la Pîrîta pe 1 ianuarie 2012, a stârnit un val de proteste în Moldova și Europa și a readus în discuție legitimitatea prezenței soldaților ruși în regiune.

## Personalități
- Vadim Pisari (1993-2012)